# Lomographa guttalata
Lomographa guttalata es una especie de polillas de la familia Geometridae. La especie fue descrita por primera vez por el entomólogo japonés Katsumi Yazaki en 1994, con distribución en la isla de Taiwán y el norte de la provincia de Yunnan, China. El holotipo de la especie fue descrita en los bosques del monte Anmashan, parte del Área de Recreación del Bosque Nacional Daxueshan, en las afueras de Taichung, a 2100 metros (6889,8 pies) de altitud. Es una polilla mediana con una envergadura de 30 milímetros (1,2 plg).